# Accipiter trivirgatus
Accipiter trivirgatus е вид птица от семейство Ястребови (Accipitridae). Видът е незастрашен от изчезване.

## Разпространение
Разпространен е в Бутан, Бруней, Камбоджа, Китай, Индия, Индонезия, Лаос, Малайзия, Мианмар, Непал, Филипини, Сингапур, Шри Ланка, Тайван и Тайланд, Виетнам.